# Franklin (Massachusetts)
Franklin és una població dels Estats Units a l'estat de Massachusetts. Segons el cens del 2009 tenia 32.878 habitants.

## Demografia
Segons el cens del 2000, Franklin tenia 29.560 habitants, 10.152 habitatges, i 7.877 famílies. La densitat de població era de 426,8 habitants/km².
Dels 10.152 habitatges en un 44,6% hi vivien nens de menys de 18 anys, en un 66,4% hi vivien parelles casades, en un 8,5% dones solteres, i en un 22,4% no eren unitats familiars. En el 18,3% dels habitatges hi vivien persones soles el 6,7% de les quals corresponia a persones de 65 anys o més que vivien soles. El nombre mitjà de persones vivint en cada habitatge era de 2,85 i el nombre mitjà de persones que vivien en cada família era de 3,29.
Per edats la població es repartia de la següent manera: un 30,3% tenia menys de 18 anys, un 6,5% entre 18 i 24, un 35,1% entre 25 i 44, un 19,9% de 45 a 60 i un 8,2% 65 anys o més.
L'edat mediana era de 35 anys. Per cada 100 dones de 18 o més anys hi havia 93,4 homes.
La renda mediana per habitatge era de 71.174 $ i la renda mediana per família de 81.826$. Els homes tenien una renda mediana de 58.888 $ mentre que les dones 36.557$. La renda per capita de la població era de 27.849$. Entorn del 2,2% de les famílies i el 2,8% de la població estaven per davall del llindar de pobresa.

## Poblacions més properes
El següent diagrama mostra les poblacions més properes.